# Čínská pobřežní stráž
Čínská pobřežní stráž (čínsky: 中国海警, pchin-jinem: Zhōngguó Hǎijĭng) je ozbrojeným sborem Čínské lidové republiky. Původně byla podřízena Ministerstvu státní bezpečnosti. Roku 2013 vznikla sjednocená Čínská pobřežní stráž, která byla součástí civilní agentury podřízené Ministerstvu půdy a přírodních zdrojů, ale v roce 2018 prošla militarizací. K 1. červenci 2018 byla převedena pod Čínskou lidovou ozbrojenou polici, která je podřízena Ústřední vojenské komisi ČLR.

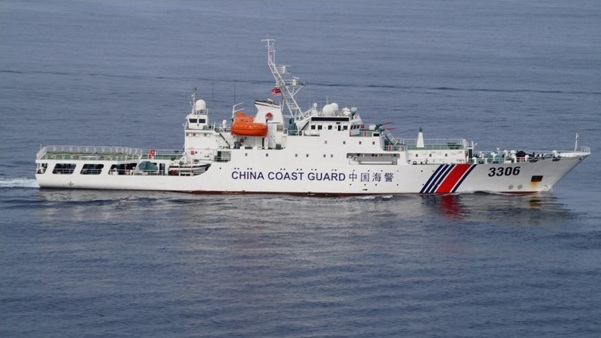
Loď Čínské pobřežní stráže

S téměř 1300 plavidly představuje největší pobřežní stráž světa (z nich asi 260 je schopno operací na otevřeném moři). Střeží pobřeží dlouhé přibližně 14 500 km. Mezi její hlavní úkoly patří prosazování práva a záchranné operace. Zároveň je využívána jako politický nástroj a je velmi aktivní v oblastech územních sporů ČLR s jejími sousedy v Jihočínském a Východočínském moři. V této roli spolupracuje s Námořní milicí ozbrojených sil lidu. Zatímco v minulosti jádro pobřežní stráže tvořila starší plavidla získaná od čínského námořnictva, jeho aktuální rozsáhlá modernizace zahrnuje stavbu specializovaných plavidel, včetně dvou největších oceánských hlídkových lodí světa.
Pobřežní stráž mimo jiné provozuje od námořnictva převedené částečně odzbrojené fregaty typu 053H2G (3 ks) a oceánská hlídková loď typu 818 (6 ks), které jsou derivátem fregat typu 054A.
Dne 22. ledna 2021 Čína přijala zákon, který pobřežní stáži umožňuje použití zbraní proti zahraničním plavidlům nacházejícím se v oblastech pod čínskou jurisdikcí. Dovoluje rovněž ničení budov, struktur a dalších zařízení vytvořených bez čínského souhlasu. Zákon pobřežní stráži umožní agresivnější vystupování v četných oblastech územních sporů.
Zákon vytváří právní základ pro to, aby čínská pobřežní stráž mohla pod záminkou ochrany námořních zájmů země podnikat agresivní opatření proti zahraničním plavidlům. Schválení zákona patří ke krokům označovaným jako lawfare, kdy Čína vytváří zákony ospravedlňující jednání, jež je v rozporu s mezinárodními normami. Tato taktika umožňuje Číně prezentovat své kroky jako zákonné v rámci vlastního právního rámce, a tím je legitimizovat před domácím publikem. Chybějící definice pojmu „vody pod čínskou jurisdikcí“ potenciálně umožňuje zadržení zahraničních plavidel i v oblastech teritoriálních sporů.